# Stesichoros
Stesichoros (græsk Στησίχορος) (ca. 630 – ca. 555 f.Kr.) var en græsk digter og en af de ni kanoniske lyrikere. Han blev sammenlignet med Homer.

## Værker
I oldtiden kendte man 26 bøger (bogruller) af hans digtning, men de er kun bevaret i fragmenter (fortrinsvis i egyptiske papyri). Det drejer sig om forholdsvis lange korsange digtet i triadiske strofer – en form, som han skal have grundlagt. Indholdet er overvejende mytisk stof og synes på den måde at være epos i lyrisk form. Selv om han kom fra den joniske koloni Himera, er hans digte overleveret på den dialekt.
Blandt Stesichoros' værker findes bl.a.
- Athla epi Peliai (om kamplegene til ære for Pelias)
- Gēryonēis (om Geryon og Herakles' 10. arbejde)
- Iliou persis (om Trojas ødelæggelse)
- Oresteia (om Orestes)
- Syothērai (om Meleagros og jagten på det kalydoniske vildsvin)

Formentlig har de senere tragiske digtere fundet inspiration i Stesichoros' digte. Aischylos har således behandlet historien om Orestes i sin Oresti.

## Liv

### Navn
Navnet Stesichoros betyder ordret "han der opstiller koret". I oldtiden forklarede man det sigende navn med, at han oprindelig havde heddet Teisias, men senere tog sig navnet Stesichoros, "forid han var den første, der havde opstillet kor til citarsang.

### Hjemby
De antikke kilder er uenige med hensyn til, hvor Stesichoros kom fra: de fleste siger Himera på Sicilien, nogle Metauros (Gioia Tauro) i Calabrien. Han skal være død i Catania på Sicilien.

### Blinding
Platon fortæller, at Stesichoros havde et kritisk digt imod Helena, der forårsagede den trojanske krig ved at følge med sin elsker til Troja. Helena, der efter sin død var blevet en slags gudinde, straffede imidlertid digteren med at gøre ham blind, hvorpå han digtede et nyt digt, hvor han trak det hele tilbage og sagde, at Helena aldrig havde været i Troja. Sangen blev kaldt Palinōidia ("tilbagesang") og har lagt navn til det moderne begreb palinodi.

### Politisk virke
Ifølge Aristoteles skrev Stesichoros en fabel for at opildne sine medborgere i Himera imod tyrannen Phalaris (der siden var berømt for sin grusomhed). Fablen lyder:
| Citat | En hest havde en eng for sig selv, men da der så kom en hjort og ødelagde græsningen for den, spurgte hesten, der ville hævne sig på hjorten, mennesket, om han kunne hjælpe den med at ave hjorten, og mennesket sagde ja, men på den betingelse, at hesten ville tage et bidsel i sin mund og tillade ham selv at sætte sig op på dens ryg med et kastespyd i sine hænder. Da hesten havde indvilliget og mennesket var steget op, blev hesten, i stedet for at få hævn, fra det øjeblik selv menneskets slave. På samme måde må I, sagde han, se til, at I ikke i ønsket over at få hævn over fjenderne lider samme skæbne som hesten. Bidslet har I allerede taget imod, da I valgte en feltherre med ubegrænsede beføjelser; men hvis I giver ham en livvagt og tillader ham at sidde op, vil I fra da af være Falaris' slaver. | Citat |
|       | |       |

## Fodnoter
1. ↑  Navnet er anført på engelsk og stammer fra Wikidata hvor navnet endnu ikke findes på dansk.
2. ↑  Navnet er anført på engelsk og stammer fra Wikidata hvor navnet endnu ikke findes på dansk.
3. ↑  Navnet er anført på engelsk og stammer fra Wikidata hvor navnet endnu ikke findes på dansk.
4. ↑  Navnet er anført på engelsk og stammer fra Wikidata hvor navnet endnu ikke findes på dansk.
5. ↑  Longinos, Peri hypsous 13.
6. ↑  Suda s.v.
7. ↑  Phaidros 243a-b
8. ↑  Retorikken, 1393b / 2.20, overs. Thure Hastrup.

## Links
- Digtning og digtere i Magna Græcia Arkiveret 6. juli 2008 hos  Wayback Machine